# Saint-Louis-lès-Bitche
Saint-Louis-lès-Bitche – miejscowość i gmina we Francji, w regionie Grand Est, w departamencie Mozela.
Według danych na rok 1990 gminę zamieszkiwało 641 osób, a gęstość zaludnienia wynosiła 142 osoby/km² (wśród 2335 gmin Lotaryngii Saint-Louis-lès-Bitche plasuje się na 514. miejscu pod względem liczby ludności, natomiast pod względem powierzchni na miejscu 1054.).